# Вамби
Ва́мби (убо, киссумбо) — струнный щипковый инструмент, распространён в Судане и в тропических странах Восточной Африки.
Корпус выдалбливается из дерева или изготавливается из высушенной тыквы, сверху прикрывается деревянной декой. Колки отсутствуют; струны одним концом привязываются к камышовым колышкам в нижней части корпуса, а другим — к гибким бамбуковым стержням, которые, стремясь выпрямиться, натягивают струны.
Употребляется как сольный инструмент и для аккомпанемента пению.